# US Open 2010 - Quad doppio
Nick Taylor e David Wagner erano i detentori del titolo e hanno battuto in finale 7–5, 7–6(4) Johan Andersson e Peter Norfolk.

## Tabellone

### Legenda
| - Q = Qualificato - WC = Wild card - LL = Lucky loser | - ALT = Alternate - SE = Special Exempt - PR = Protected Ranking | - w/o = Walkover - r = Ritirato - d = Squalificato |

### Finale
|  | Finale                        |                               |                               |   |    |  |
|  |                               |                               |                               |   |    |  |
|  | Nick Taylor David Wagner      | Nick Taylor David Wagner      | Nick Taylor David Wagner      | 7 | 7  |  |
|  | Johan Andersson Peter Norfolk | Johan Andersson Peter Norfolk | Johan Andersson Peter Norfolk | 5 | 64 |  |